# Ciuheli, Volociîsk
Ciuheli (în ucraineană Чухелі) este localitatea de reședință a comunei Ciuheli din raionul Volociîsk, regiunea Hmelnîțkîi, Ucraina.

## Demografie
Componența lingvistică a localității Ciuheli
     Ucraineană (99,85%)
     Alte limbi (0,15%)
Conform recensământului din 2001, majoritatea populației localității Ciuheli era vorbitoare de ucraineană (99,85%), existând în minoritate și vorbitori de alte limbi.